# Bettles
Bettles és una població dels Estats Units a l'estat d'Alaska. Segons el cens del 2007 tenia 39 habitants.

## Demografia
Segons el cens del 2000, Bettles tenia 43 habitants, 16 habitatges, i 9 famílies La densitat de població era de 10,1 habitants/km².
Dels 16 habitatges en un 37,5% hi vivien nens de menys de 18 anys, en un 50% hi vivien parelles casades, en un 6,3% dones solteres, i en un 43,8% no eren unitats familiars. En el 18,8% dels habitatges hi vivien persones soles el 18,8% de les quals corresponia a persones de 65 anys o més que vivien soles. El nombre mitjà de persones vivint en cada habitatge era de 2,69 i el nombre mitjà de persones que vivien en cada família era de 3,44.
Per edats la població es repartia de la següent manera: un 30,2% tenia menys de 18 anys, un 7% entre 18 i 24, un 37,2% entre 25 i 44, un 25,6% de 45 a 60 i un 0% 65 anys o més.
L'edat mitjana era de 34 anys. Per cada 100 dones hi havia 104,8 homes. Per cada 100 dones de 18 o més anys hi havia 130,8 homes.
La renda mitjana per habitatge era de 49.375 $ i la renda mitjana per família de 65.000 $. Els homes tenien una renda mitjana de 47.917 $ mentre que les dones 48.750 $. La renda per capita de la població era de 19.585 $. Aproximadament el 10% de les famílies i el 6,4% de la població estaven per davall del llindar de pobresa.

## Poblacions més properes
El següent diagrama mostra les poblacions més properes.